# インフキュリオン
株式会社インフキュリオンは、東京都千代田区に本社を置く、社会のDXを担う企業。「BaaS（Banking as a Service）プラットフォーム事業」「コンサルティング事業」「加盟店向けソリューション事業」を展開。

## 沿革
- 2006年
  - 5月 - 株式会社インフキュリオン設立
- 2010年
  - 4月 - 株式会社リンク・プロセシングを子会社として設立
- 2011年
  - 8月 - スマートフォンを活用したクレジットカード決済サービスAnywhereを提供開始
- 2012年
  - 9月 - 株式会社リンク・プロセシングが株式会社NTTドコモと資本業務提携[2]
- 2013年
  - 10月 - 株式会社リンク・プロセシングがユーシーカード株式会社と資本業務提携[3]
- 2014年
  - 4月 - 持株会社制に移行し、商号を株式会社インフキュリオン・グループに変更
  - 4月 - 株式会社インフキュリオンを子会社として設立。コンサルティング事業を承継
  - 4月 - 株式会社リンク・プロセシングが株式会社ジェーシービーと資本業務提携を締結
  - 7月 - 株式会社カード・ウェーブを完全子会社化[4]
- 2015年
  - 10月 - 一般社団法人Fintech協会代表理事に代表の丸山弘毅が就任[5]
- 2016年
  - 4月 - SBIインベストメント株式会社「FinTechファンド」を引受先とした第三者割当増資を実施[6]
  - 4月 - 株式会社ネストエッグを子会社として設立[7]
  - 12月 - 銀行APIを活用したフィンテックサービス「finbee（フィンビー）」をリリース[8]
- 2018年
  - 3月 - 株式交換等により株式会社リンク・プロセシングを完全子会社化
  - 7月 - 株式会社インフキュリオンが株式会社カード・ウェーブを吸収合併
  - 7月 - 株式会社インフキュリオンデジタルを設立[9]
  - 7月 - 一般社団法人キャッシュレス推進協議会理事に代表の丸山弘毅が就任

- 2020年
  - 7月- 「株式会社インフキュリオン・グループ」の商号を「株式会社インフキュリオン」に変更
  - 10月- 株式会社Kyashより企業向けカード発行事業「Kyash Direct」を譲受[10]
  - 11月- 株式会社インフキュリオンと株式会社インフキュリオン デジタルを合併し、事業持株会社体制に移行

- 2021年
  - 1月- 本社を東京都千代田区麹町5丁目に移転

## 連結子会社
- 株式会社インフキュリオン コンサルティング
- 株式会社リンク・プロセシング
- 株式会社アダプトネットワークス
- 株式会社ネストエッグ

## 加盟団体
- 一般社団法人Fintech協会
- 一般社団法人キャッシュレス推進協議会